# Воинское кладбище № 107 (Беч)
Воинское кладбище № 107 — Беч (пол. Cmentarz wojenny nr 107 - Biecz) — воинское кладбище, находящееся в городе Беч, Горлицкий повят, Малопольское воеводство. Кладбище входит в группу Западногалицийских воинских захоронений времён Первой мировой войны. На кладбище похоронены военнослужащие Австрийской армии, погибшие во время Первой мировой войны в мае 1915 года.

## История
Кладбище было построено Департаментом воинских захоронений К. и К. военной комендатуры в Кракове в 1915 году по проекту австрийского архитектора Ганса Майра. На кладбище площадью находится 3 братских и 3 индивидуальных могил, в которых похоронены австрийские военнослужащие иудейского вероисповедания. 

## Описание
Кладбище до начала Второй мировой войны представляло собой один из кварталов иудейского кладбища, которое было уничтожено немецкими властями во время оккупации Беча. В настоящее время известны имена трёх австрийских солдат, похороненных на кладбище. 
На кладбище также после Второй мировой войны был установлен памятник убитым евреям.

## Источник
- Oktawian Duda: Cmentarze I wojny światowej w Galicji Zachodniej. Warszawa: Ośrodek Ochrony Zabytkowego Krajobrazu, 1995. ISBN 83-85548-33-5.
- Roman Frodyma Galicyjskie Cmentarze wojenne t. I Beskid Niski i Pogórze (Okręgi I-IV), Oficyna Wydawnicza „Rewasz”, Pruszków 1998.